# 14182 Alley
14182 Alley este un asteroid din centura principală de asteroizi.

## Descriere
14182 Alley este un asteroid din centura principală de asteroizi. A fost descoperit pe 21 noiembrie 1998 la Socorro, New Mexico, în cadrul proiectului LINEAR. Asteroidul prezintă o orbită caracterizată de o semiaxă mare de 2,32 ua, o excentricitate de 0,14 și o înclinație de 5,9° în raport cu ecliptica.